# Ralf Hermanutz
Ralf Hermanutz (* 7. Juli 1970 in Riedlingen) ist ein ehemaliger deutscher Fußballtorwart und heutiger Torwarttrainer. Für den SC Pfullendorf bestritt er seit 1998 insgesamt weit über 300 Regionalligaspiele, für den SSV Reutlingen stand er in der Saison 2000/01 in zehn Zweitligapartien im Tor.

## Karriere
In der Jugend spielte Ralf Hermanutz bei den Vereinen TSV Riedlingen (1976–78), SV Binzwangen (1978–85) und Sportfreunde Hundersingen (1985–88). Anschließend wechselte das 18-jährige Nachwuchstalent zum FV Biberach, der in diesen Jahren zwischen der viertklassigen Verbandsliga und der fünftklassigen Landesliga Württemberg pendelte. 1994 gelang dem Verein als Meister der Verbandsliga die Rückkehr in die Oberliga Baden-Württemberg, wo sich die Blau-Gelben ab der Saison 1994/95 im Mittelfeld etablieren konnten.
Durch seine konstant guten Leistungen hatte sich Hermanutz bei den Oberschwaben längst den Platz als Stammtorhüter erarbeitet, als der inzwischen 27-Jährige zur Saison 1997/98 zum Ligakonkurrenten SC Pfullendorf wechselte. Hinter den Amateuren des VfB Stuttgart, die in diesem Jahr die Liga dominierten, gelang es der von Wilfried Ritter trainierten Mannschaft, sich den zweiten Platz zu erkämpfen. Hermanutz war in 26 der 30 Ligaspiele sicherer Rückhalt des SCP, der sich anschließend in Relegationsspielen gegen die Vizemeister aus Bayern und Hessen, SG Quelle Fürth und SV Bernbach durchsetzte und in die Regionalliga Süd aufstieg. Auch in der höchsten Amateurspielklasse war Hermanutz als Stammtorhüter gesetzt, er absolvierte alle 34 Ligaspiele. Im Kampf gegen den Abstieg ging es eng zu, am Ende der Saison 1998/99 lagen zwischen dem zehnten und dem letzten Tabellenplatz nur fünf Punkte; der SCP konnte schließlich als 16. die Klasse halten. Im Jahr darauf sorgte der SC Pfullendorf, der über einen vergleichsweise kleinen Etat verfügte, für eine Überraschung. Mit der Verpflichtung des jungen Trainers Frank Wormuth war dem Verein ein Volltreffer gelungen. Unter Wormuth, mit Hermanutz zwischen den Pfosten (28 Spiele) und dem kroatischen Sturmduo Marko Barlecaj und Ivica Magdic (jeweils 17 Treffer) erreichte die Mannschaft in der Saison 1999/2000 einen nicht erwarteten zweiten Platz hinter Ligaprimus SSV Reutlingen. In der sich anschließenden Aufstiegsrunde zur 2. Bundesliga konnte sich die Elf aus dem Waldstadion allerdings gegen den 1. FC Union Berlin und LR Ahlen nicht durchsetzen.
Hermanutz nahm daraufhin ein Angebot des Zweitligaaufsteigers SSV Reutlingen an und spielte somit in der Saison 2000/01 erstmals im Profilager. Aufstiegstrainer Armin Veh, der den Kader neben Hermanutz um lediglich vier Spieler ergänzt hatte, vertraute zu Saisonbeginn auf den Neuzugang aus Pfullendorf, so dass Ralf Hermanutz am 13. August 2000 zum Auftaktspiel gegen den FSV Mainz 05 auflief. Vor offiziell knapp 7000 Zuschauern im frisch umgebauten Stadion an der Kreuzeiche erkämpften die Schwarz-Weißen im ersten Zweitligaspiel nach 24 Jahren einen 3:2-Sieg. An gleicher Stelle gelang dem SSV zwei Wochen später in der ersten Hauptrunde des DFB-Pokals gegen den Bundesligisten Hertha BSC, der unter anderem mit Sebastian Deisler, Dariusz Wosz und Michael Preetz auflief, um ein Haar eine Überraschung: Erst in der Verlängerung setzte sich die Röber-Elf gegen die Mannschaft von Armin Veh mit 3:2 durch. Die „Nullfünfer“ sorgten auch im weiteren Saisonverlauf für Überraschungen, erwiesen sich als heimstärkste Mannschaft der Liga (nur eine Niederlage an der Kreuzeiche) und belegten am Rundenende einen respektablen siebten Tabellenplatz. Für Hermanutz verlief die Spielzeit allerdings weniger glücklich: Ab dem dritten Spieltag stellte Veh wieder Vorjahres-Keeper Marco Langner auf. Erst als dieser nach einer roten Karte im Auswärtsspiel bei Borussia Mönchengladbach ausfiel, kam Hermanutz zu weiteren Einsätzen. So war er auch an zwei weiteren Saisonhöhepunkten aktiv beteiligt: Dem 8:2-Kantersieg über den 1. FC Saarbrücken sowie dem Derby vor ausverkauftem Haus gegen den SSV Ulm (2:2). Nach der Winterpause kam Hermanutz jedoch nicht mehr zum Einsatz, denn Armin Veh hatte den Serben Goran Ćurko vom Ligakonkurrenten Arminia Bielefeld als neue „Nummer 1“ verpflichtet. Ralf Hermanutz kam in dieser Saison auf insgesamt zehn Ligaeinsätze, sein letztes Zweitligaspiel bestritt er am 18. Dezember 2000 in Mainz (1:1).
Nach nur einer Saison in Reutlingen kehrte Hermanutz im Sommer 2001 zum SC Pfullendorf zurück, der inzwischen wieder in die Oberliga abgestiegen war. Ein Jahr später gelang der erneute Aufstieg in die Drittklassigkeit. Bis 2011 stand Hermanutz im Tor der Regionalliga-Elf des SCP, ehe er mit 40 Jahren nach der Saison 2010/11 seine Karriere beendete.
Er blieb im Verein und ist nun als Torwarttrainer tätig.